# 이둔

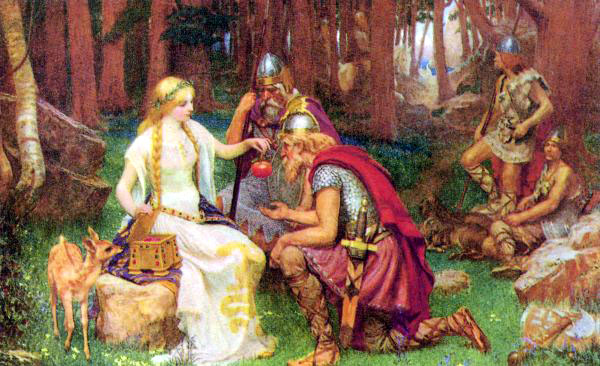
이둔과 사과, 1890년 돌 펜로즈 작

이둔(Idun)은 북유럽 신화에서 나오는 청춘의 여신이다. 신 에다 제1부 귈피의 속임수 제26장에 의하면, 아스에게 영원한 젊음을 약속하는 황금사과의 관리인으로 시의 신 브라기의 아내이기도 하다.